# Iskra Velinova
Iskra Velinova –en búlgaro, Искра Велинова– (Sofía, 8 de agosto de 1953) es una deportista búlgara que compitió en remo.
Participó en tres Juegos Olímpicos de Verano entre los años 1976 y 1988, obteniendo una medalla de plata en Moscú 1980 en la prueba de cuatro con timonel. Ganó tres medallas en el Campeonato Mundial de Remo entre los años 1975 y 1981.

## Palmarés internacional
| Juegos Olímpicos   | Juegos Olímpicos         | Juegos Olímpicos  | Juegos Olímpicos         |
| Año                | Lugar                    | Medalla           | Prueba                   |
| ------------------ | ------------------------ | ----------------- | ------------------------ |
| 1980               | Moscú (URSS)             | Medalla de plata  | Cuatro con timonel       |
| Campeonato Mundial |                          |                   |                          |
| Año                | Lugar                    | Medalla           | Prueba                   |
| 1975               | Nottingham (Reino Unido) | Medalla de plata  | Cuatro scull con timonel |
| 1977               | Ámsterdam (Países Bajos) | Medalla de plata  | Scull individual         |
| 1981               | Múnich (RFA)             | Medalla de bronce | Doble scull              |